# Tratado de armonía reducido a sus principios naturales

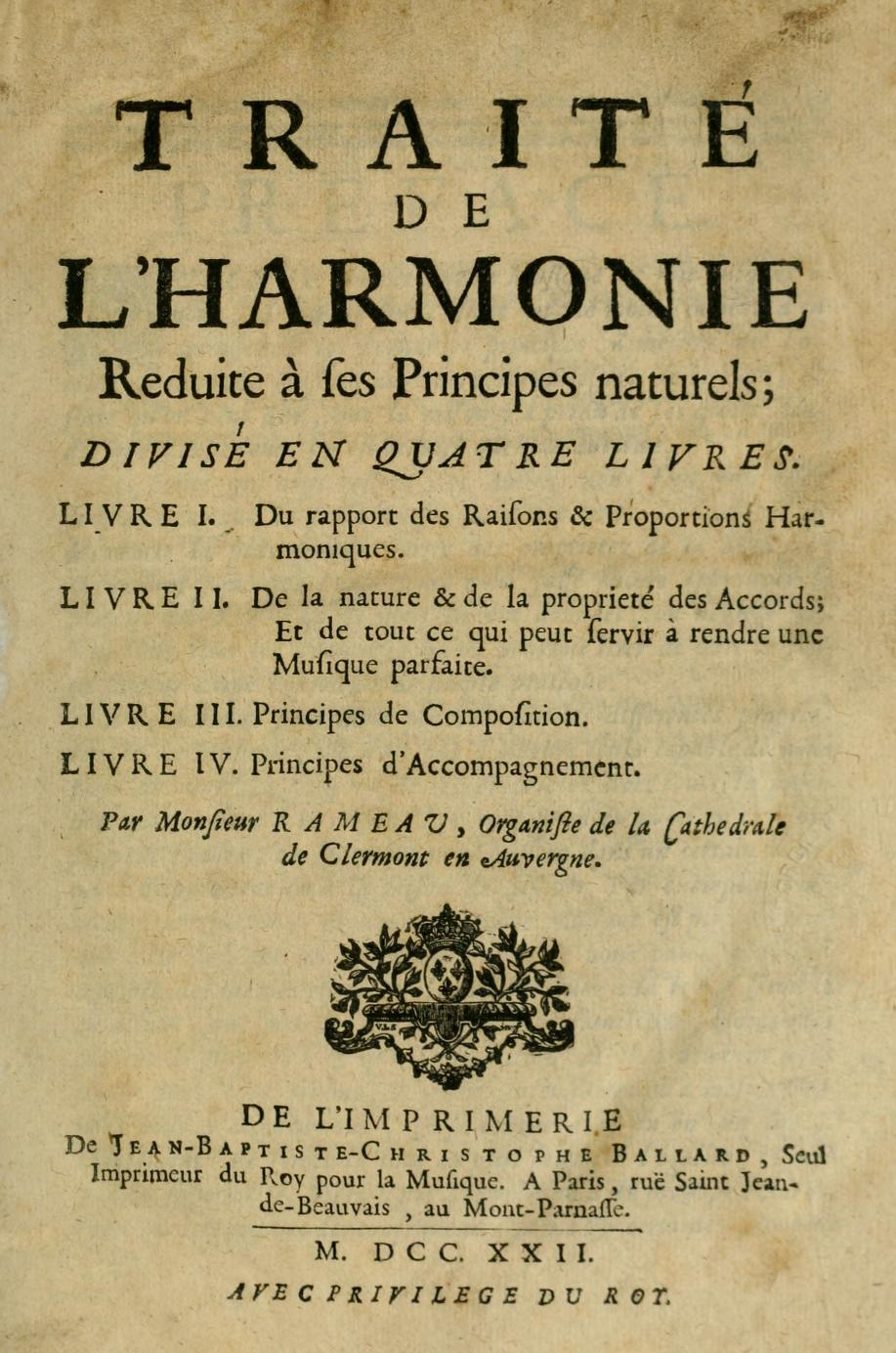
Tratado de Armonía.

El Tratado de Armonía reducida a sus principios naturales («Traité de l'harmonie réduite à ses principes naturels») es el primer tratado de teoría musical escrito por Jean-Philippe Rameau y fue publicado en 1722. Es una obra fundamental en el desarrollo de la música clásica occidental, pues Rameau funda con ella la teoría de la armonía basada en un pensamiento vertical y tuvo una enorme influencia en teóricos de generaciones posteriores.
Esta obra sintetiza los esfuerzos del autor por hacer de la música una ciencia, siendo que a aquella se la había considerado siempre hasta entonces un arte. Rameau refleja la práctica del bajo continuo y recoge las teorías de sus predecesores, especialmente las de Gioseffo Zarlino y René Descartes (Compendium musicæ) con intención de poner orden en las nociones dispersas publicadas hasta entonces y hacer de la armonía una ciencia deductiva como las matemáticas. Para Rameau es la propia «naturaleza» el fundamento de su teoría y le permite afirmar que la armonía es la quintaesencia de la música y que la melodía procede de la armonía.
Enuncia el principio de equivalencia de las octavas, las nociones de bajo fundamental e inversión de los acordes, la preeminencia del acorde perfecto mayor y, a costa de una pirueta intelectual (uno de los puntos flacos de su teoría), del perfecto menor. Asienta las bases de la armonía clásica y de la tonalidad de forma ya no empírica.
En la época en la que el tratado fue redactado, Rameau aún no conocía los trabajos de Joseph Sauveur sobre los armónicos. Años más tarde, verá en tales descubrimientos la confirmación de su teoría, lo que dará lugar a la publicación de un tratado complementario: la Generación Armónica.
El Tratado de armonía se divide en cuatro partes:
- I - Du rapport des raisons et proportions harmoniques (De la relación entre las razones y proporciones armónicas)
- II - De la nature et de la propriété des accords (De la naturaleza y propiedades de los acordes)
- III - Principes de composition (Principios de composición)
- IV - Principes d'accompagnement (Principios de acompañamiento)